# Galerida
Galerida là một chi chim trong họ Alaudidae.

## Hình ảnh

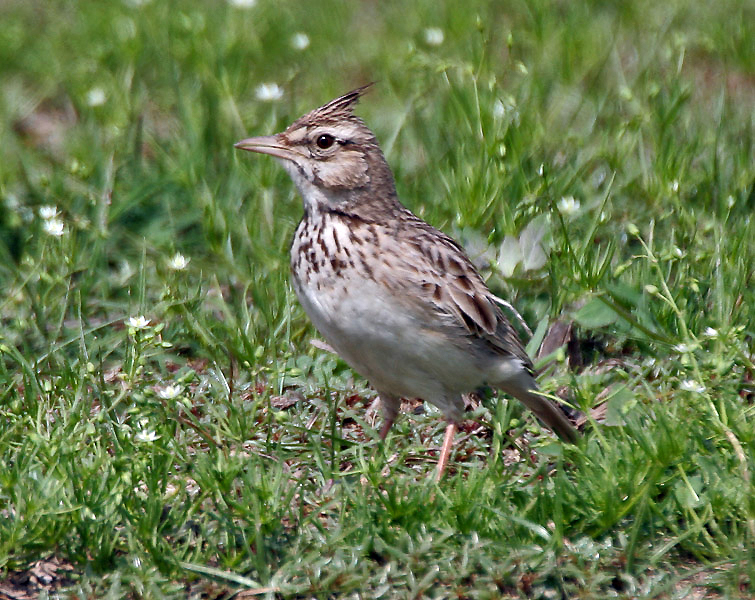
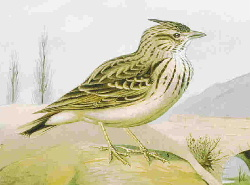
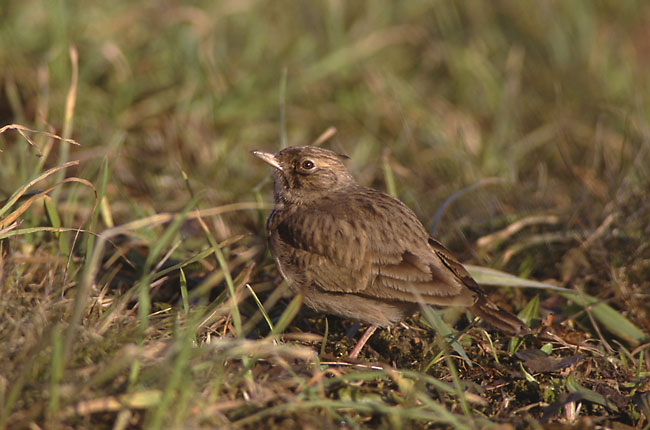
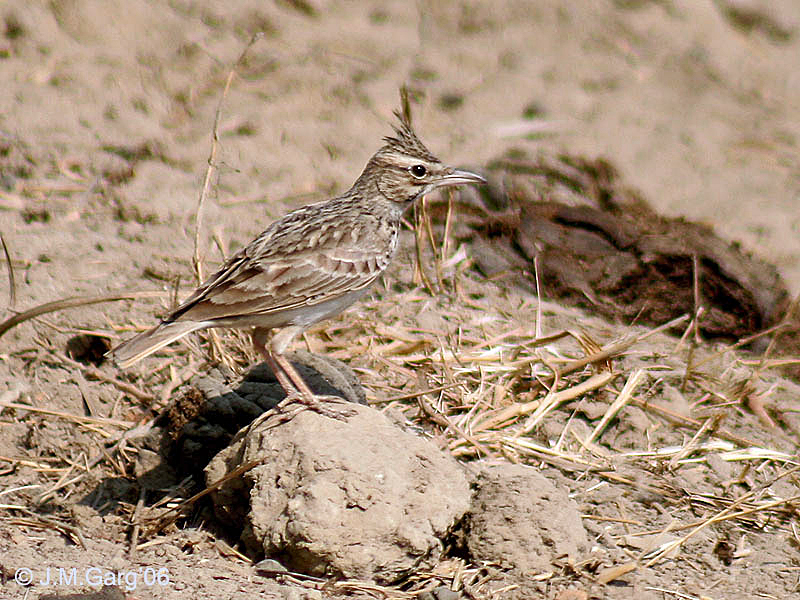
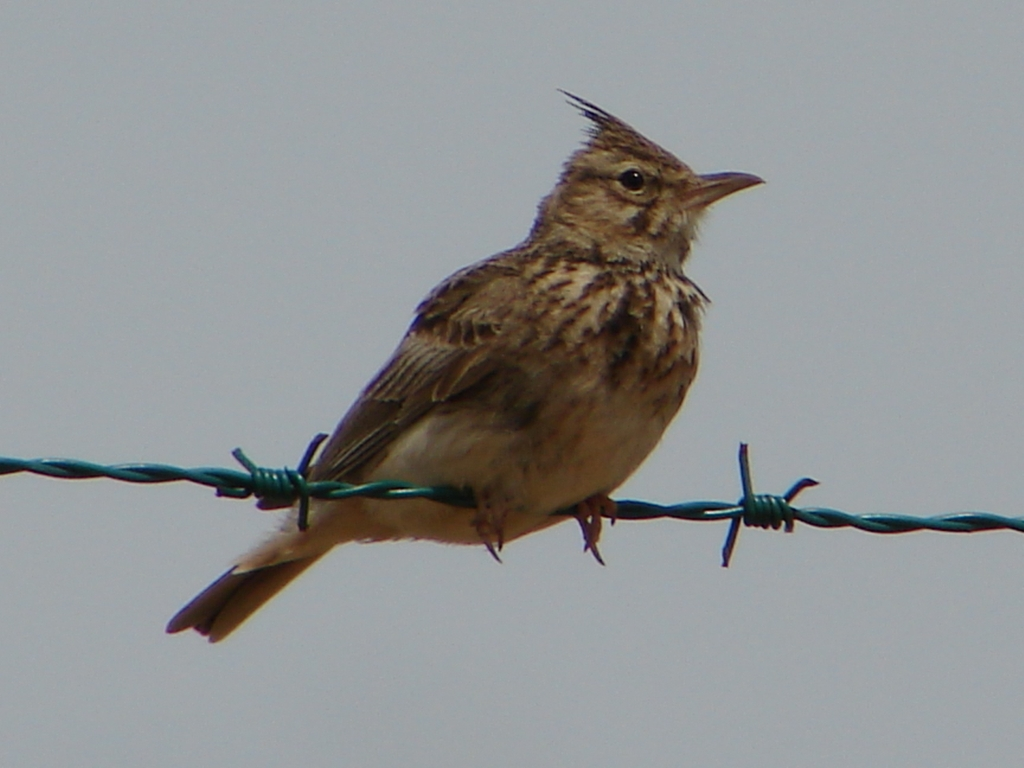
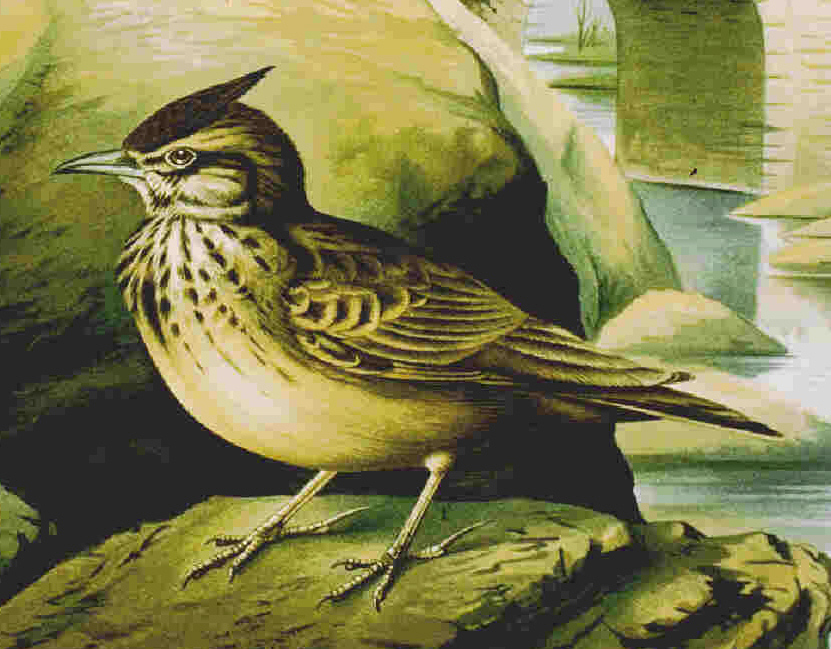